# 대황 (식물)
대황(大黃, 학명: Rheum undulatum 레움 운둘라툼[*])은 마디풀과의 여러해살이풀이다. 화삼(火蔘) 또는 황량(黃良)으로도 부른다.

## 특징
키는 1m 정도이고, 줄기는 속이 비어 있다. 달걀모양(난형) 잎은 길이는 25~30cm이고, 가장자리가 물결모양이다. 꽃은 황백색으로 7~8월에 피고, 열매는 수과이다. 9-10월에 결실을 맺는다. 뿌리는 황색으로 배추꼬랑이 모양이다. 6-10년생인 뿌리줄기의 껍질을 벗겨 말린 것을 완하제와 건위제의 생약으로 이용한다.

## 분포
동북아시아에 분포한다. 몽골, 시베리아, 중국, 한국이 원산지이다.

## 같이 보기
- 루바브(Rheum rhabarbarum)
- 장군풀(Rheum coreanum)